# ロバート・ブルーム (オーボエ奏者)
ロバート・ブルーム（Robert Bloom、1908年 - 1994年） はアメリカ合衆国のオーボエ奏者。
フィラデルフィア管弦楽団、NBC交響楽団を経て「バッハ・アリア・グループ」を主宰。作曲家としてもオーボエ独奏曲を中心に多数を発表。マルセル・タビュトーに師事し、彼が首席を務めるフィラデルフィア管弦楽団に在籍した後、アルトゥーロ・トスカニーニ指揮のNBC交響楽団で首席の一人として活動。
トスカニーニの没後はオーケストラの常設ポストに就く事なく、自由な立場から演奏と教育活動を行なった。放送録音も含めると膨大な音源を遺しているが、多くは The Robert Bloom Collection - The Art of Robert Bloom としてCD全集化されている。
Boston Records, 80 Island Creek Road, Duxbury, MA 02332 USA